# Jean-Mathurin Guénaël Thomas
Jean-Mathurin Guénaël Thomas (* 27. November 1899 in Plougastel-Daoulas; † 5. Januar 1945 in Hamburg-Neuengamme) war ein französischer Trappist, Unterstützer der Résistance und Opfer des Nationalsozialismus.

## Leben
Jean-Mathurin Thomas, Schüler im Petit Séminaire von Pont-Croix, wurde 1926 zum römisch-katholischen Priester geweiht, unterrichtete in Guissény und trat 1932 in das Kloster Timadeuc der Trappisten ein, wo er den Ordensnamen Gwenaël (auch: Guénaël) annahm. Im Juli 1941 kehrte er aus deutscher Gefangenschaft in sein Kloster zurück und nahm führend teil an den unter Abt Dominique Nogues organisierten Aktivitäten im Rahmen der Résistance. Am 14. Juni 1943 wurde er von der Gestapo festgenommen, verhört und am 7. Juni 1944 vom KZ Royallieu aus in das KZ Neuengamme verbracht (Häftlingsnummer 33539). Er starb dort Anfang 1945 an Entkräftung. In Plougastel-Daoulas trägt eine Straße seinen Namen. Eine das Straßenschild ergänzende Tafel stellt den Namensgeber vor: „Père GWENAËL (Né Jean-Mathurin THOMAS) 1899–1945 Résistant – mort en déportation“ (Pater GWENAËL (geboren als Jean-Mathurin THOMAS) 1899–1945 Widerstandskämpfer – in der Deportation gestorben).